# Dianetică
Dianetica (provine din grecescul dia care înseamnă „prin” și nous care înseamnă „minte”) este un ansamblu de idei și practici inventate de scriitorul de ficțiune L. Ron Hubbard. 
Dianetica este practicată de adepții scientologiei.  